# جمعية نيبال للتقنية الحيوية
جمعية نيبال للتقنية الحيوية (जैविक प्रविधि संस्था नेपाल) هي منظمة غير سياسية وغير حكومية وغير ربحية تهدف في المقام الأول إلى الارتقاء بالتقنيات الحيوية في نيبال وكل دول العالم. ويتمثل الهدف من إنشاء الجمعية في تطوير التقنيات الحيوية من خلال الارتقاء بالمعلومات الخاصة بهذه التقنيات الرائدة والاستفادة منها في شتى المجالات. ستكون هذه الجمعية بمثابة الملتقى النشط الذي يجمع بين جدرانه الأفكار الأكاديمية المرتبطة بالأبحاث والمفاهيم النظرية المتعلقة بالتقنيات الحيوية وتوفير بيئة تفاعلية لهذه النظريات والمفاهيم. يكمن الدافع وراء إنشاء الجمعية في السعي للتوفيق بين كافة المعاهد الأكاديمية ومعاهد الأبحاث والشركات والأفراد على المستويين الإقليمي والدولي ممن يشتركون في الاهتمامات الخاصة بتطوير التقنيات الحيوية في نيبال وخارجها.

## الأهداف
- التشجيع على استخدام التقنيات الحيوية والارتقاء بها ونشرها في كافة أنحاء العالم وذلك من خلال الحث على إجراء الأبحاث الأساسية والتطبيقية ونشر نتائجها لتحقيق التنمية المستدامة للبشرية.
- تجميع وترتيب كافة أنواع المعلومات المتعلقة بالتقنيات الحيوية في نيبال.
- نشر الكتب والدوريات والأبحاث والتقارير الخاصة بالتقنيات الحيوية
- العمل على التعاون والتنسيق المشترك بين مختلف الجهات العلمية والأكاديمية في الدولة وبين مثيلاتها في دول العالم لتشجيع التفاعل بين العاملين في مجال البحث في مجال التقنيات الحيوية داخل الدولة وخارجها.
- تدبير وإدارة الأموال والمنح الخاصة بالارتقاء والتشجيع على إجراء أبحاث جديدة في مجال التقنيات الحيوية.
- دراسة الموارد الطبيعية والبيولوجية في نيبال والعمل على تطوير المهارات التكنولوجية لاستخراج هذه الموارد والاستفادة منها.
- إنشاء قاعدة للتكامل بين كل الطلبة والباحثين والعلماء والأكاديميين وأصحاب المشروعات وصانعي السياسات والكليات الجامعية المتخصصة في التقنيات الحيوية والمعنيين بمجال التقنية الحيوية لتحقيق التطور المنشود للدولة.

## الإصدارات
تنشر جمعية نيبال للتقنية الحيوية دورية نيبال للتقنيات العضوية بصفة سنوية.

## وصلات خارجية
- الموقع الإلكتروني الرسمي